# 防衛大臣補佐官
防衛大臣補佐官（ぼうえいだいじんほさかん、英訳：Senior Adviser to the Minister of Defense）は、2014年（平成26年）5月30日に国家公務員法等の一部を改正する法律（平成26年法律第22号）が施行されたことにより、各府省に共通して設置される大臣補佐官制度に基づいて防衛省に設置されている必置ではない定数1人の官職。

## 概要
国家行政組織法第17条の2では、大臣補佐官の職務は
と定められている。
新しい大臣補佐官制度に基づいた防衛大臣補佐官（定数1人）の新設に伴い、既存の同名の防衛大臣補佐官（定数3人）は防衛大臣政策参与と改称された。改正防衛省設置法第19条の2第4項に記載の序列によると、防衛大臣補佐官は防衛大臣政務官の下、防衛大臣政策参与の上に位置する。
現行の防衛大臣補佐官は新設されてから長らく空席の状態が続き、防衛大臣の相談役としての役務は、旧防衛大臣補佐官から引き続いて防衛大臣政策参与が担っていた。
2023年10月10日、衆議院議員の和田義明が初代の防衛大臣補佐官に就任した。国による防衛産業への幅広い支援を可能にする生産基盤強化法施行を受け、防衛生産・技術基盤の強化を担当する。同年12月14日、政治資金パーティー収入の裏金問題で辞任。
2024年1月12日、衆議院議員の高見康裕が防衛大臣補佐官に就任した。防衛生産・技術基盤の強化を担当する。
2024年11月19日、前衆議院議員の若宮健嗣が防衛大臣補佐官に就任した。防衛生産・技術基盤の強化を担当する。

## 一覧
| 肖像 | 氏名     | 在任期間                        | 担当                     | 防衛大臣                          |
| ---- | -------- | ------------------------------- | ------------------------ | --------------------------------- |
|      | 和田義明 | 2023年10月10日 - 2023年12月14日 | 防衛生産・技術基盤の強化 | 木原稔 （第2次岸田第2次改造内閣） |
|      | 高見康裕 | 2024年1月12日 - 2024年10月1日   | 防衛生産・技術基盤の強化 | 木原稔 （第2次岸田第2次改造内閣） |
|      | 若宮健嗣 | 2024年11月19日 - 現職           | 防衛生産・技術基盤の強化 | 中谷元 （第2次石破内閣）          |